# Benito Juárez (Sonora)
Benito Juárez è una municipalità dello stato di Sonora, nel Messico settentrionale, il cui capoluogo è la località di Villa Juárez.
La municipalità conta 21.957 abitanti (2010) e ha un'estensione di 369,10 km².
La municipalità deve il suo nome a Benito Juárez, il primo presidente del Messico di origine india.